# جیمز کوریگان
جیمز کوریگان (انگلیسی: James Corrigan؛ ‏ ۱۷ اکتبر ۱۸۶۷ – ۲۸ فوریهٔ ۱۹۲۹) بازیگر اهل ایالات متحده آمریکا بود.
از فیلم‌هایی که وی در آن‌ها نقش داشته است، می‌توان به میلیون‌ها دلار بروستر اشاره نمود.